# 竜 (トールキン)
竜（りゅう）は、J・R・R・トールキンの『ホビットの冒険』『指輪物語』『シルマリルの物語』等の著作に登場する中つ国の架空の種族である。

## 概要
中つ国における竜は太陽の第一紀において初代冥王モルゴスが作り出した彼の被造物の最高傑作で、巨大な爬虫類のような形をした恐ろしい生物である。殺されない限り竜の命は永久に続くため、エルフのような不死の種族と同じく圧倒的な年月を生きる。モルゴスのしもべの中では、サウロンや炎の悪鬼バルログと共に非常に恐れられた。怒りの戦いで殆どが滅ぼされた（翼ある竜は二体が逃げ延びたとされる）が、第二紀では他の悪魔（demons）や怪物ら（misshappen beasts）と共に人々を苦しめ、サウロンが「地上にあるいは地下に残っているモルゴス時代の邪悪な者たち全て」を傘下にして「黒の時代」が始まったとされる。第三紀には、後述の通りスマウグやスカサ（英語版）や大冷血竜などの個体が記録されて猛威を振るった。スマウグが討伐されて以降は記録されていないが、竜族自体は第四紀以降も存在しているとされる。

### 能力
複数の言語を扱う能力を持ち、その力は一体で一国を滅ぼしてしまう事もあるほど強大である。火と水蒸気を吐く火竜族「ウルローキ」と吐かない冷血竜がおり、また翼のないものとあるものや長虫 など様々な形態がある。これらの中でも、火竜で翼のあるものがもっとも危険で恐ろしいとされるが、冷血竜の爪と牙、強靭な身体を駆使した攻撃も十二分に脅威であり、歴史的にも多数のドワーフの王国が冷血竜によって滅ぼされてきた。また、スマウグを事例に取ると、口だけでなく鼻からも火炎と水蒸気を噴き、「火柱」の様になって飛行したり、暗闇で発光するなどの特徴も見られた。
また非常に狡猾で知力においても危険な存在であり、中には魔術の知識に通じており、それを使役する竜もいる。主に呪言や邪視などの凶悪な呪力を発揮して恐ろしい被害を巻き起こす。 後述する竜の祖グラウルングは優れた妖術や呪術の使い手で、人間の英雄トゥーリンとその妹を悲劇的な末路に追いやっている。
- 怒りの戦いにて、アングバンドから翼竜の軍勢が出現した際に、「雷や炎の嵐を伴っていた」と表現されている[注 4]が、これは竜たち自身が雷を発したのか、モルゴスが発生させたのか、たとえば火山雷の様な現象が発生したのかは不明である。しかし、類似した表現・名称として下記のスパーク竜が見られる。
- なお、『Middle-earth Role Playing』などの二次創作物では、冷血竜などの地這い竜の（肉体的な）物理的破壊力は翼のある竜族よりも強力だったと言われ、また、冷血竜の一部には火炎は吐かないが魔力を行使したり、口から煙や霧、高温の水蒸気[注 5]を吐き出すものもいたとされる。

### 弱点
このように猛威を振るう存在でありながら、弱点（主に鱗で鎧われていない腹部であるとされる）を突かれるとたちどころに滅ぼされる展開が多い。反面、完全に成長しきった竜の鱗に覆われた部分は、非常に堅固で通常の攻撃を寄せ付けない。しかし、成長しきってない若竜の場合、鱗が完全ではないため傷つきやすい。また成長しきった竜の鱗であっても、ドワーフの振るう大鉞に対しては完全な武装とはいえない。その他に、成長に大変な時間を要するため、兵力としての柔軟性に欠ける部分があり、竜族特有の傲慢性からか敵を見くびって隙を突かれたり、弱点に特化した攻撃を受けて倒される事もある。歴史的に竜を倒した際に英雄が使用していた武器はエルフやドワーフの特別製や魔力を持つなど特別な武器であることが多い。
また大量の水も苦手である。泉や川程度のものならば竜の体温の方が勝るため問題ないが、大量の水を蓄える湖ともなると話は別で、スマウグはハッキリと暗い水の深くて冷たすぎるのが苦手であると書かれている。その上、火と水ということになれば竜は到底湖にはかなわないため、対岸に泳ぎ抜ける前に水に消されてしまう、と記されている。
さらには、竜は総じて高い攻撃力を持つものの、炎を短時間に大量に吐きすぎたりすることで、一時的にその持てる力が弱体化することがある。グラウルングとオークの大軍がナルゴスロンドを滅亡させた後に、その地で指揮を執っていたトゥーリン・トゥランバールの捜索と、フィンロド・フェラグンドの王宮内の偵察のために、ドリアスのマブルング率いる部隊や、トゥーリンの母妹とそれを護衛する騎士のエルフ達がその地を訪れた。接近する偵察部隊を迎撃するために、突如としてグラウルングが出撃した際、凄まじい炎を吐きつつナログ川を渡ったために、周囲に近づいていたエルフたちが盲となる程の大量の蒸気が発生した。この時岩陰に隠れ潜んでいたマブルングの傍らを、その巨体にもかかわらず、あっという間に通過して去っていく程のスピードを誇ったグラウルングだったが、襲撃終了後戻ってくる時には、ゆっくりとひそやかに進むようになっていた。というのも、この時のグラウルングの体内の全ての炎は衰えてしまっていたからである。その上その強靭な体力も失われてしまったため、竜の体は闇の中での休息と眠りを必要とする程にまで弱体化してしまっていた。
天敵は大鷲族（こちらもマイアの可能性が示唆されている）、竜の敵として巨鳥が置かれるのはガルーダ鳥など古今東西からよく見られる設定である。
両種族とも、エルフやビヨルンリングなどの魔法族同様に上古の時代（第一紀）の個体の方が後世の者たちより遥かに強力で巨大な傾向にある。

### 特徴
性質は邪悪で、使い道もないのに財宝を貪欲に求める。だが自分たちでは何一つ生み出せないため、他者から財宝を奪う。そして奪ったそれを山と積み上げて褥とし、その上に眠る。また奪った財宝に固執し、生きている限りそれを守り続ける。財宝の価値は心得ているものの、その細工の良し悪しの判別はできない。その性質から古来ドワーフと因縁が深く、数多くのドワーフの国が竜に滅ぼされ略奪を受けたため、ドワーフ達の激しい憎悪が向けられる場合も多い。ドワーフ族は、ほかのどの自由の民よりも竜の炎と熱に対する耐性が高かったとされている。しかし竜の破滅は、結果的にドワーフ以外の種族の手によって下されることが多い。有事でない限りは積極的に群れを作るなどの社会行為は確認されていないが、第一紀ではバルログ達と軍勢の指示を司ったり、竜そのものが大戦での指揮を任されることも度々あった。
だが一方で、モルゴスの影響下に絶えずあった第一紀の竜を除くと、特にスマウグなど後世の竜に特徴的だが、自らの欲望が満たされていて、他者（サウロンなど）からの干渉を受けない限りは、中つ国の歴史の流れには無関心・無干渉な姿勢を見せる面もある。
また非常に知能が高いゆえか、謎めいた話に惹かれてしまう習性がある。これにはどんな竜でも抗うことが出来ず、その謎を解き明かそうとする面白さについつい時を費やしてしまう。『ホビットの冒険』では、作中ビルボ・バギンズがスマウグと対峙した際、この習性を利用することで上手く立ちまわっている。
第一紀末の超大戦「怒りの戦い」にて殆どがバルログやオーク、その他の数多の闇の怪物と共に滅ぼされたが、極少数（地を這う竜か有翼の竜か明記されていないがわずか二頭とされている）が生き延びて数を増やした。第二紀では目立った活躍は見られないが、第三紀に入ってから北方の灰色山脈やその麓のヒースのかれ野で数を増やし、ドワーフや人間などを中心に脅威を与えることとなる。
俗に「大竜」と呼ばれるような火竜はスマウグが最後の個体であったらしく、スマウグの死後、そのような強力な火竜の類は途絶えてしまったと思しいが、竜族そのものは絶滅しなかったと思わしい。

### 起源
種族としての竜族の起こりは現在でも不明である。多くの闇の種族や怪物がそうであったように、モルゴスがその誕生に関与した事は確かだが、それ以前の状態（例えばバルログが堕天する以前はマイアールであったように）は未知である。

## 登場する個体

### グラウルング - Glaurung
史上最初に出現した巨大な竜で、竜の祖とされ地を這い火を吐く竜。黄金竜、全ての竜の父、祖竜、アングバンドの長虫などの呼び名がある。残忍だが非常に奸計に長けていて、彼の真の恐ろしさは炎や牙よりも、その狡智と魔力にあると言われた。その知力と魔術は竜族の中でも比類なき強力・辣腕さであった。
アングバンドより四度出撃し、そのたびにその強大な力でエルフや人間の軍勢を敗退せしめ破壊の限りを尽くす。最初の出現時は、未だ成育しきってはいない状態で出撃し、数多くの矢を射掛けられ撤退するが、エルフ諸侯を仰天させるには十分だった。その後二百年を経て成育した後、時のダゴール・ブラゴルラハにおいてバルログらと共に先陣を切って出撃し（バルログ達ですらグラウルングの後続であった）、エルフ軍の包囲網を壊滅させ追い散らした。ニアナイス・アルノイディアドにおいても出撃し猛威を振るったが、その際はドワーフ王アザガルの軍勢に取り囲まれ、アザガルによって腹部を短剣で刺されたことで傷を負い、アングバンドへと後退する。この時は、グラウルングの他にも竜たちが戦場へと繰り出していた。
後年にはオークの軍勢を率いてナルゴスロンドを襲撃し、その財宝をことごとく奪い去ってそこに巣食った。その最中にトゥーリンを邪視と呪言で翻弄したためその恨みを買う。また、後に遭遇したトゥーリンの妹ニエノールに対して忘却の呪いをかけたことで、兄妹はその後悲惨な運命を辿ることになる。斯様に悪虐の限りを尽くしたグラウルングだったが、その最期はトゥーリンによって齎される。新たな襲撃のために崖を渡ろうとした際、崖下に潜んでいたトゥーリンに腹部を魔剣グアサングで深々と刺されることにより致命傷を負う。しかし、死の間際に毒血と邪視をまき散らし、忘却の呪いを解いたことによってトゥーリンとニエノールを死に追いやる。

### アンカラゴン - Ancalagon the black
著名な黒竜。その名はシンダール語にて「突進する顎」の意を持つ。また、古英語上での抵抗・妨害・敵対・反対等の意を持つ語 Andracca と 憎悪や嫉妬等の意の Anda, そして Draca （「竜」）を組み合わせた名でもある。表記として「黒のアンカラゴン」や「黒竜アンカラゴン」とするものが多い。第一紀の最後、中つ国史上最大級の戦争である「怒りの戦い」の最終局面にて、突如出現したモルゴス軍の切り札である翼持つ火竜達の中でも、最大で最強のものだった。
ヴァリノールの軍勢に莫大な数のアングバンド軍が圧倒される中、突如アングバンドより同族とともに出撃しヴァリノール軍を一時的に押し返した。やがて戦いに加わった大鷲及び、天空の船ヴィンギロトに乗ったエアレンディルと激しく戦い、丸一日の攻防の末にエアレンディルに滅ぼされた。
どれだけの大きさであったかは明記されていないが、アンカラゴンの墜落した衝撃でサンゴロドリムの塔は毀たれたといわれる。
『指輪物語』においてガンダルフが、力の指輪を滅ぼす方法として竜の火を挙げながら、一つの指輪においては「かの黒竜アンカラゴンの火をもってしても不可能であろう」と述べている。

### 大冷血竜 - The Great Cold-Drake
能力や顛末など詳細が不明な大竜。当時のドゥリン一族の王国を襲撃、圧倒的な力で制圧した。この災禍により、トーリン・オーケンシールドの曽祖父ダイン一世とその第二子のフロールらが犠牲になり、後のスマウグとトーリン二世の戦いなど、この一族の竜族との因縁が強いことが見て取れる。

### スカサ - Scatha
第三紀、灰色山脈において猛威をふるった大竜。スカサ（英語版）とはローハン語における呼称であり、長虫スカサ（Scatha the Worm）または大長虫とも呼ばれる。ドワーフから略奪を繰り返したが、北方人（ロヒアリムの祖）の族長フラムにより滅ぼされた。しかし、その死蔵していた財宝を巡りフラムとドワーフの間にいさかいが起こり、フラムはドワーフに殺害されたとされる。
その財宝の一つに、ローハンで代々受け継がれるようになった角笛がある。指輪戦争での功をたたえてメリアドク・ブランディバックに贈られたこの角笛は、後のホビット庄での戦いにおいて使用された。

### スマウグ - Smaug
第三紀では最大とされる翼のある火竜で、中つ国における最後の大竜とされる。黄金竜と呼ばれるが、これは長年溜め込んだ黄金や宝石が体にこびりついた結果であるという。
はなれ山（エレボール）にあるドワーフの山の下の王国と人間の谷間の国を襲撃して滅ぼし、約二百年にも渡ってそこに巣食ったが、最後は復讐のドワーフたちと共にやってきたホビットのビルボ・バギンズによって弱点を見抜かれ、ツグミの伝達により情報を得た谷間の国の末裔バルドの手により心臓付近の鎧のほころびを弓で射抜かれ滅ぼされる。

### Gostir
下記のゴンドリンの獣とは対照的に、名前以外は殆ど何も知られていない竜。名前にGos が含まれており、その名の意味するところは「dread glance」、即ち恐怖の視線（一瞥) である。

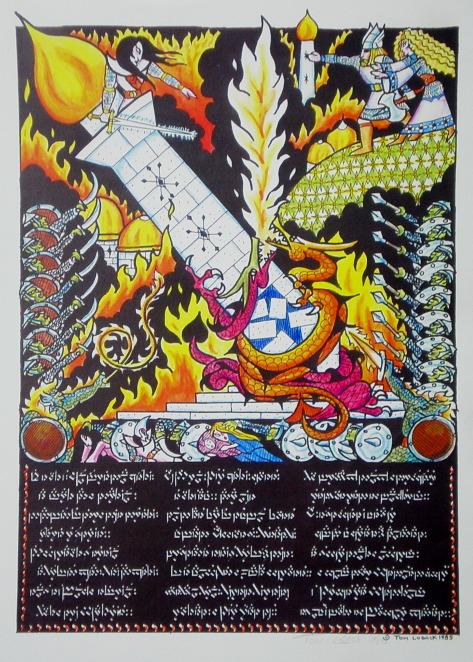
賢者トゥアゴンの塔の崩壊を描いた絵画

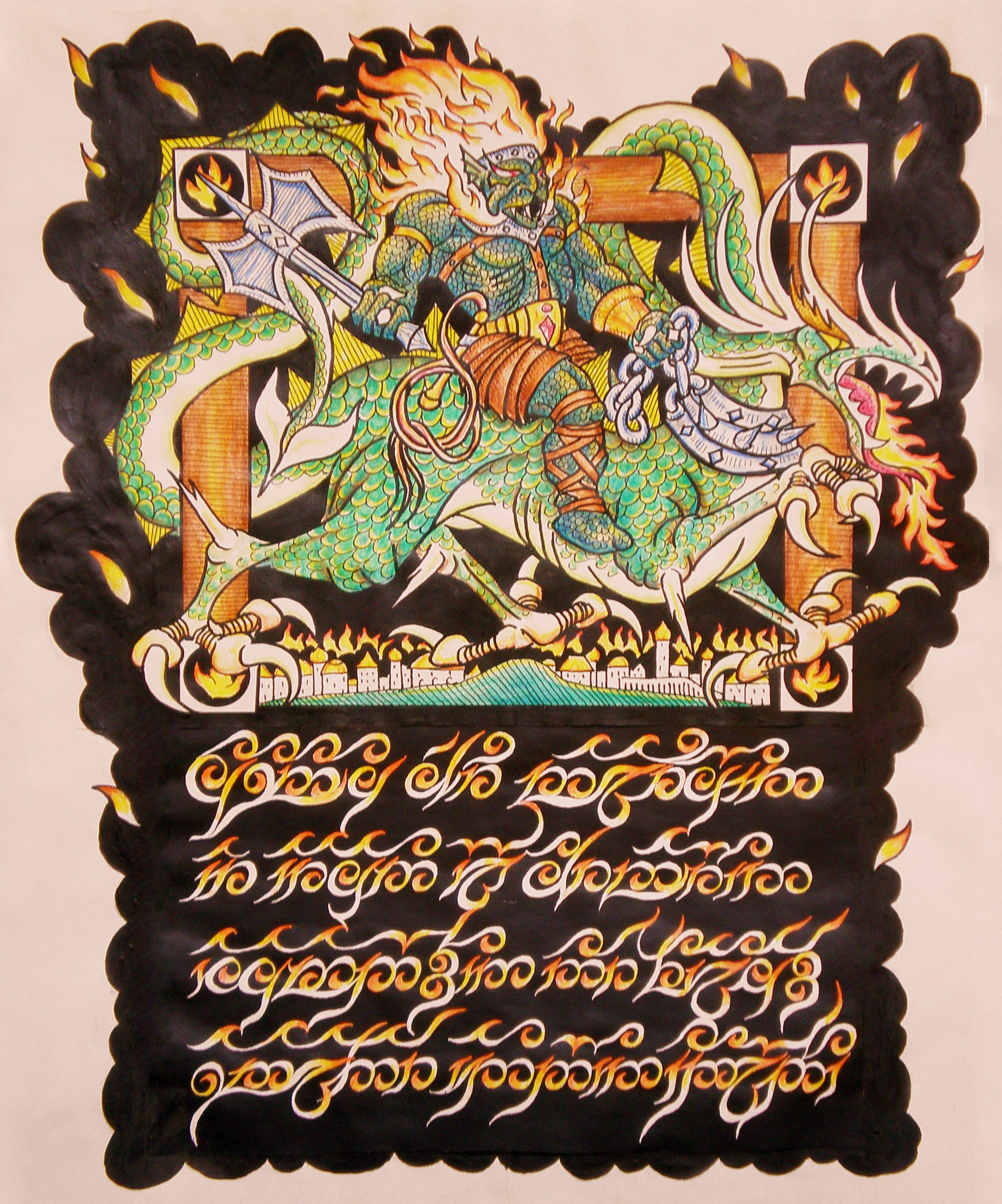
初期稿におけるゴンドリンの襲撃時にゴスモグを背に乗せる竜

### ゴンドリンの獣 - The Beast (Fire-Drake) of Gondolin
トールキンの草稿の中でも、極めて初期のものである『ゴンドリンの没落』に登場する竜。この個体は厳密な名前が判明していない。ゴンドリンの滅亡時に活躍した雄の大竜で、バルログを背に乗せ、他の怪物たちと共に現れた。戦禍の中、エダインの英雄トゥオルに喉を傷つけられた際に苦悶し暴走、周囲を破壊・焼き尽くしながら暴れまわり、尻尾の一撃で大勢のオークとノルドール人を潰した後に撤退した。

### Lhamthanc
名前のみが知られる個体。ノルドール語で「分岐した/ジグザグの舌」を意味する。

### 名称不明の個体
『トム・ボンバディルの冒険』に登場する個体。赤い目、黒い翼、ナイフの様な牙を持つとされる。

### Were-worms
ビルボ・バギンズが『ホビットの冒険』で「いやはての砂漠」に生息すると言及した怪物。いわゆるワームの類とされ、二次創作でもその様に扱われてきたが、『ホビット 決戦のゆくえ』にて化けミミズというサンドワーム（英語版）の様な生物として描写されて以降は、『シャドウ・オブ・モルドール』シリーズでも蟲の様な生物として扱われている。

### 海竜
いわゆる海竜やシーサーペントに該当する存在。原作では呼称の言及に留まる程度だが、『ロード・オブ・ザ・リング:力の指輪』や『Middle-earth Role Playing』などの二次創作にて登場している。

## その他
- 語源の研究・説明のみに留まるものの、上記の名前が残る個体たちの他に、「スパーク竜（Spark-dragons）」[注 17][15])や、暗闇で光り輝く「Great glow-worms」[注 18][17]、砂漠や洞穴を好むサンドワームや岩竜 (Stone-dragon)、土竜（地龍）などその他多数の竜の亜種や眷属が設定されている。
- ナズグルの乗騎である「おぞましい獣」が竜に酷似しているのは実写映画版のみの設定であり、原作においては竜とは全く別の生き物である。
- シルマリルの物語の初期案では、生物としての竜の他に、オーク軍の開発した兵器として、竜を象った攻城兵器が登場する予定であった[18]。
- トールキンはファンタジーの題材としての竜を非常に好み、『農夫ジャイルズの冒険』の長者黄金竜や他の個体、『仔犬のローヴァーの冒険』の白い竜の一族などが登場する。この月に棲む白い竜は山をも砕いたり月蝕を起こしたりする程の強大な存在だったが、月の男とよばれる魔法使いに暗黒の魔法を腹にぶつけられることでフラフラになって退散するなど、トールキン世界の竜は腹が弱点というお約束をきちんと踏襲している。
- 『トールキン 旅のはじまり』では、戦時中に敵軍の火炎放射器にトールキンが竜の幻覚を目撃するというシーンが存在する。